# Joseph Joyner
Joseph Joyner (...) è un ex giocatore di football americano e allenatore di football americano statunitense naturalizzato tedesco che ha giocato come wide receiver.

## Palmarès
- 1 Europeo (2014)
- 2 CEFL Bowl (Schwäbisch Hall Unicorns, 2021[1], 2022[1])
- 3 German Bowl (Schwäbisch Hall Unicorns, 2017, 2018[1], 2022[1])